# 967
| 967                |
| ------------------ |
| Dødsfald - Fødsler |
|                    |

| Gregoriansk kalender | 967 CMLXVII             |
| Ab urbe condita      | 1720                    |
| Armensk kalender     | 416 ԹՎ ՆԺԶ              |
| Kinesiske kalender   | 3663 – 3664 丙寅 – 丁卯 |
| Etiopisk kalender    | 959 – 960               |
| Jødisk kalender      | 4727 – 4728             |
| Hindukalendere       |                         |
| - Vikram Samvat      | 1022 – 1023             |
| - Shaka Samvat       | 889 – 890               |
| - Kali Yuga          | 4068 – 4069             |
| Iransk kalender      | 345 – 346               |
| Islamisk kalender    | 356 – 357               |

Se også 967 (tal)

## Født
- Boleslav 1. af Polen (Boleslaw I. Chrobry) – prins af Polen og Tjekkiet og konge af Polen.